# American Le Mans Series 2012
American Le Mans Series 2012 var den trettonde säsongen American Le Mans Series, den amerikanska enduranceserien för sportvagnar och GT-bilar. Säsongen bestod av tio deltävlingar, med Sebring 12-timmars först, den 17 mars, och avslutades med Petit Le Mans den 20 oktober.

## Tävlingskalender
| Datum        | Bana                           | Segrare P1 - Team                       | Segrare P2 - Team                            | Segrare PC - Team                            | Segrare GT - Team                               | Segrare GTC - Team                                  |
| Datum        | Bana                           | Segrare P1 - Förare                     | Segrare P2 - Förare                          | Segrare PC - Förare                          | Segrare GT - Förare                             | Segrare GTC - Förare                                |
| ------------ | ------------------------------ | --------------------------------------- | -------------------------------------------- | -------------------------------------------- | ----------------------------------------------- | --------------------------------------------------- |
| 17 mars      | Sebring 12-timmars             | Dyson Racing                            | Level 5 Motorsports                          | CORE Autosport                               | BMW Team RLL                                    | Alex Job Racing                                     |
| 17 mars      | Sebring 12-timmars             | Chris Dyson Guy Smith Steven Kane       | Scott Tucker João Barbosa Christophe Bouchut | Ernesto Viso Alex Popow Burt Frisselle       | Dirk Müller Joey Hand Jonathan Summerton        | Bill Sweedler Townsend Bell Dion von Moltke         |
| 14 april     | Long Beach                     | Muscle Milk Pickett Racing              | Level 5 Motorsports                          | CORE Autosport                               | Corvette Racing                                 | Green Hornet Racing                                 |
| 14 april     | Long Beach                     | Klaus Graf Lucas Luhr                   | Scott Tucker Christophe Bouchut              | Alex Popow Ryan Dalziel                      | Oliver Gavin Tommy Milner                       | Peter LeSaffre Damien Faulkner                      |
| 12 maj       | Laguna Seca                    | Muscle Milk Pickett Racing              | Level 5 Motorsports                          | CORE Autosport                               | Corvette Racing                                 | TRG                                                 |
| 12 maj       | Laguna Seca                    | Klaus Graf Lucas Luhr                   | Scott Tucker Franck Montagny Luis Díaz       | Jonathan Bennett Colin Braun                 | Oliver Gavin Tommy Milner                       | Emilio Di Guida Jeroen Bleekemolen Bret Curtis      |
| 7 juli       | Lime Rock                      | Muscle Milk Pickett Racing              | Level 5 Motorsports                          | CORE Autosport                               | Flying Lizard Motorsports                       | Alex Job Racing                                     |
| 7 juli       | Lime Rock                      | Klaus Graf Lucas Luhr                   | Scott Tucker Christophe Bouchut              | Jonathan Bennett Colin Braun                 | Jörg Bergmeister Patrick Long                   | Leh Keen Cooper MacNeil                             |
| 22 juli      | Mosport Park                   | Muscle Milk Pickett Racing              | Conquest Racing                              | Rocketsports Racing                          | Extreme Speed Motorsports                       | TRG                                                 |
| 22 juli      | Mosport Park                   | Klaus Graf Lucas Luhr                   | Martin Plowman David Heinemeier Hansson      | Bruno Junqueira Tomy Drissi                  | Scott Sharp Johannes van Overbeek               | Emilio di Guida Spencer Pumpelly                    |
| 4 augusti    | Mid-Ohio                       | Muscle Milk Pickett Racing              | Level 5 Motorsports                          | PR1/Mathiasen Motorsports                    | Corvette Racing                                 | JDX Racing                                          |
| 4 augusti    | Mid-Ohio                       | Klaus Graf Lucas Luhr                   | Scott Tucker Christophe Bouchut              | Marino Franchitti Rudy Junco                 | Oliver Gavin Tommy Milner                       | Tim Pappas Jeroen Bleekemolen                       |
| 18 augusti   | Road America                   | Dyson Racing                            | Conquest Racing                              | CORE Autosport                               | BMW Team RLL                                    | Alex Job Racing                                     |
| 18 augusti   | Road America                   | Chris Dyson Guy Smith                   | Martin Plowman David Heinemeier Hansson      | Alex Popow Tom Kimber-Smith Jonathan Bennett | Bill Auberlen Jörg Müller                       | Cooper MacNeil Jeroen Bleekemolen                   |
| 1 september  | Baltimore Grand Prix           | Dyson Racing                            | Level 5 Motorsports                          | CORE Autosport                               | Team Falken Tire                                | TRG                                                 |
| 1 september  | Baltimore Grand Prix           | Michael Marsal Eric Lux                 | Scott Tucker Christophe Bouchut              | Alex Popow Ryan Dalziel                      | Wolf Henzler Bryan Sellers                      | Al Truckter Patrick Pilet                           |
| 15 september | Virginia International Raceway | Muscle Milk Pickett Racing              | Level 5 Motorsports                          | CORE Autosport                               | Corvette Racing                                 | Alex Job Racing                                     |
| 15 september | Virginia International Raceway | Klaus Graf Lucas Luhr                   | Scott Tucker Christophe Bouchut              | Jonathan Bennett Colin Braun                 | Oliver Gavin Tommy Milner                       | Leh Keen Cooper MacNeil                             |
| 20 oktober   | Petit Le Mans                  | Rebellion Racing                        | Level 5 Motorsports                          | CORE Autosport                               | Extreme Speed Motorsports                       | NGT Motorsport                                      |
| 20 oktober   | Petit Le Mans                  | Neel Jani Nicolas Prost Andrea Belicchi | Scott Tucker Christophe Bouchut Luis Díaz    | Alex Popow Ryan Dalziel Mark Wilkins         | Scott Sharp Johannes van Overbeek Toni Vilander | Henrique Cisneros Mario Farnbacher Jakob Giermaziak |

## Slutställning
| Klass | Förare                          | Team                       | Bil       | Motor     |
| ----- | ------------------------------- | -------------------------- | --------- | --------- |
| P1    | Klaus Graf Lucas Luhr           | Muscle Milk Pickett Racing | HPD       | HPD       |
| P2    | Scott Tucker Christophe Bouchut | Level 5 Motorsports        | HPD       | HPD       |
| PC    | Alex Popow                      | CORE Autosport             |           |           |
| GT    | Oliver Gavin Tommy Milner       | Corvette Racing            | Chevrolet | Chevrolet |
| GTC   | Cooper MacNeil                  | Alex Job Racing            |           |           |